# Střední horní němčina
Střední horní němčina (střední hornoněmčina, středohornoněmčina, zkratkou střhn., něm. Mittelhochdeutsch, Mhd.) označuje vývojovou fázi němčiny (hornoněmeckých dialektů). V chronologické řadě navazuje na starou horní němčinu, jako mezník je označován rok 1050, naopak konec střední horní němčiny se datuje rokem 1350 (tato vývojová fáze tedy přibližně odpovídá vrcholnému středověku). Zejména co se týká konce panuje určitá nejednotnost, zejména starší lingvisté ho kladli až do 16. století (Martin Luther, vynález knihtisku), dnes se konec klade do dřívější doby, zároveň se rozeznává fáze rané nové horní němčiny, která trvá až do konce třicetileté války (zhruba 1650), poté již začíná nová horní němčina, tedy dnešní němčina.
Mezi typické znaky této fáze patří zjednodušení plných koncových samohlásek na prosté /e/ (sthn. taga > střhn. tage), naopak na konci dochází k monoftongizaci některých starohornoněmeckých dvouhlásek a naopak k diftongizaci dlouhých přízvučných hlásek. Z psaných památek hraje důležitou roli zejména minnesang.

## Členění časové
Období střední horní němčiny (1050–1350) se vnitřně člení na tři období:
- raná střední horní němčina, Frühmittelhochdeutsch (1050–1170)
- klasická střední horní němčina, klassisches Mittelhochdeutsch (1170–1250)
- pozdní střední horní němčina, Spätmittelhochdeutsch (1250–1350)

## Členění geografické
Systém hornoněmeckých dialektů se již ve střední době diferencuje na dialekty, které jsou již víceméně známé i dnes:
- horská němčina (Oberdeutsch)
  - alemanština (Alemannisch = Westoberdeutsch)
    - jižní, nebo horní alemanština
    - dolní alemanština
    - severní alemanština, nebo švábština

  - bavorština (Bayerisch = Ostoberdeutsch)
  - severní horská němčina (Nordoberdeutsch)
    - východní franština (Ostfränkisch)
    - jižní franština (Südfränkisch)
- střední němčina (Mitteldeutsch)
  - západní střední němčina (Westmitteldeutsch = franština)
    - ripuarština (Ripuarisch nebo Rheinisch)
    - rýnská franština (Rheinfränkisch)
    - střední franština (Mittelfränkisch)
    - hesenština (Hessisch)

  - východní střední němčina (Ostmitteldeutsch)
    - durynský dialekt (Thüringisch)
    - horní saština (Obersächsisch)
    - slezská němčina (Schlesisch)
    - horní pruština (Hochpreußisch)

## Normalizovaná grafika střední horní němčiny
Současný čtenář se s ranou horní němčinou v gramatikách a slovnících nejčastěji setkává v normalizované grafické podobě. Tuto normalizaci vycházející z grafiky klasické střední horní němčiny švábského dialektu s víceméně nově zavedeným diakritickým znaménkem cirkumflex (^) vytvořil v 19. století editor a germanista Karl Lachmann.
Vokály užívané v této normalizaci jsou:
- krátké: a, ë, e, i, o, u, ä, ö, ü
- dlouhé: â, ê, î, ô, û, æ, œ, iu (dlouhé ü)
- diftongy: ei, ie, ou, öu, uo, üe

## Příklady

### Číslovky
| Středohornoněmecky | Česky |
| ein                | jeden |
| zwei               | dva   |
| drî                | tři   |
| vier               | čtyři |
| fünf               | pět   |
| sehs               | šest  |
| siben              | sedm  |
| aht                | osm   |
| niun               | devět |
| zehen              | deset |

### Slovník
- këllaere – sklepník, sklepmistr, později důchodní, jež dalo vznik příjmením Keller, Kellner, Keler, Kelar, Kelnar[2]

## Vzorový text

### Všeobecná deklarace lidských práv
| střední horní němčina | Alle Menschen sint vrie und geliche ane Wirde und Rehten geborne. Si sint Rate und Gewissen begebene und suln gegen einander in bruoderliche Geiste tuon. |
| česky                 | Všichni lidé se rodí svobodní a sobě rovní co do důstojnosti a práv. Jsou nadáni rozumem a svědomím a mají spolu jednat v duchu bratrství.                |